# Ракетные крейсера типа «Провиденс»
Ракетные крейсера типа «Провиденс» — три корабля, первоначально строившиеся как лёгкие крейсера типа «Кливленд», в 1957 году реклассифицированные и в 1957—1960 годах перестроенные в лёгкие ракетные крейсера (CLG).
В процессе двухлетней реконструкции на всех трёх кораблях была удалена задняя часть надстройки, чтобы освободить место под ЗРК «Терьер» с магазином на 120 ракет. Были также установлены три большие мачты для размещения радаров, системы наведения ракет и коммуникационного оборудования. «Провиденс» и «Спрингфилд» одновременно были оборудованы как флагманские корабли, что потребовало реконструкции и расширения носовой части надстройки, в результате чего были дополнительно демонтированы одна трёхорудийная башня 152-мм орудий и две спаренных 127-мм артустановки. «Топека» сохранил стандартное носовое вооружение крейсеров типа «Кливленд»: две трёхорудийных башни 152-мм орудий и три спаренных 127-мм артустановки.
Сходным образом были реконструированы три других крейсера типа «Кливленд» — «Галвестон», «Литтл-Рок» и «Оклахома-сити» (последние два — как флагманские корабли). Эти корабли получили ЗРК «Талос» и были реклассифицированы как ракетные крейсера типа «Галвестон».
Все бывшие корабли типа «Кливленд», переоборудованные в лёгкие ракетные крейсера, испытывали проблемы с остойчивостью, вызванные большой массой ракетной установки и электронного оборудования. Другим недостатком конструкции кораблей типа «Провиденс» была недостаточная продольная жёсткость корпуса.
Все три корабля серии были выведены в резерв в 1969—1974 годах. «Провиденс» и «Спрингфилд», находившиеся в строю во время реклассификации кораблей ВМФ США в 1975 году, были классифицированы как ракетные крейсера (CG).
В 1974—1980 годах все три корабля удалены из Военно-морского регистра и разобраны на металл.

## Состав серии
| Название    | Номер       | Верфь            | Заложен               | Спущен     | В строю               | Списан                |
| ----------- | ----------- | ---------------- | --------------------- | ---------- | --------------------- | --------------------- |
| Providence  | CL-82 CLG-6 | Bethlehem Boston | 27.07.1943 23.05.1957 | 28.12.1944 | 15.05.1945 17.09.1959 | 14.06.1949 31.08.1973 |
| Springfield | CL-66 CLG-7 | Bethlehem        | 13.02.1943 1957       | 09.03.1944 | 09.09.1944 02.07.1960 | 06.1949 15.05.1974    |
| Topeka      | CL-67 CLG-8 | Bethlehem        | 04.1943               | 08.1944    | 03.1959               | 06.1969               |